# العلاقات البوتانية التوغوية
العلاقات البوتانية التوغولية هي العلاقات الثنائية التي تجمع بين بوتان وتوغو.

## مقارنة بين البلدين
هذه مقارنة عامة ومرجعية للدولتين:
| وجه المقارنة                                              | بوتان          | توغو            |
| --------------------------------------------------------- | -------------- | --------------- |
| المساحة (كم2)                                             | 38.39 ألف      | 56.78 ألف       |
| عدد السكان (نسمة)                                         | 807.61 ألف     | 7.80 مليون      |
| الكثافة السكانية (ن./كم²)                                 | 21.04          | 137.37          |
| العاصمة                                                   | تيمفو          | لومي            |
| اللغة الرسمية                                             | لغة دزونكا     | لغة فرنسية      |
| العملة                                                    | نغولترم بوتاني | فرنك غرب أفريقي |
| الناتج المحلي الإجمالي (بليون دولار)                      | 2.51 مليار     | 4.81 مليار      |
| الناتج المحلي الإجمالي (تعادل القوة الشرائية) بليون دولار | 6.49 مليار     | 10.67 مليار     |
| الناتج المحلي الإجمالي الاسمي للفرد دولار أمريكي          | 2.66 ألف       | 559             |
| الناتج المحلي الإجمالي للفرد دولار أمريكي                 | 7.82 ألف       | 1.43 ألف        |
| مؤشر التنمية البشرية                                      | 0.605          | 0.484           |
| رمز المكالمات الدولي                                      | +975           | +228            |
| رمز الإنترنت                                              | .bt            | .tg             |
| المنطقة الزمنية                                           | ت ع م+06:00    | 00              |

## منظمات دولية مشتركة
يشترك البلدان في عضوية مجموعة من المنظمات الدولية، منها:
| علم المنظمة | اسم المنظمة                        | تاريخ انضمام بوتان | تاريخ انضمام توغو |
| ----------- | ---------------------------------- | ------------------ | ----------------- |
|             | وكالة ضمان الاستثمار متعدد الأطراف | 21 أكتوبر 2014     | 15 أبريل 1988     |
|             | منظمة الشرطة الجنائية الدولية      | ?                  | ?                 |
|             | منظمة حظر الأسلحة الكيميائية       | ?                  | ?                 |
|             | الأمم المتحدة                      | 21 سبتمبر 1971     | 20 سبتمبر 1960    |
|             | مؤسسة التمويل الدولية              | 1 ديسمبر 2003      | 4 سبتمبر 1962     |
|             | يونسكو                             | 13 أبريل 1982      | 17 نوفمبر 1960    |
|             | مؤسسة التنمية الدولية              | 28 سبتمبر 1981     | 21 أغسطس 1962     |
|             | البنك الدولي للإنشاء والتعمير      | 28 سبتمبر 1981     | 1 أغسطس 1962      |
|             | الاتحاد البريدي العالمي            | ?                  | ?                 |
|             | الاتحاد الدولي للاتصالات           | 15 سبتمبر 1988     | 14 سبتمبر 1961    |

## وصلات خارجية
- موقع وزارة الخارجية البوتانية